# محمد الدوسري (لاعب كرة قدم مواليد يوليو 1999)
محمد سالم الدوسري (مواليد 11 يوليو 1999) هو لاعب كرة قدم سعودي يلعب حاليًا في نادي الرائد.

توفي عام 2024

## مسيرة اللاعب
بدأ اللاعب في نادي الهلال و أعير إلى نادي الرائد في صيف 2019 لمدة موسم و انتقل إلى نادي الرائد في صيف 2020.

## وصلات خارجية
- محمد سالم الدوسري على موقع Soccerway.com (الإنجليزية)
- محمد سالم الدوسري على موقع كووورة